# Manuel Alday Marticorena
Manuel Alday Marticorena (Sant Sebastià, Guipúscoa, 5 de setembre de 1917 - Madrid, 28 de desembre de 1976) va ser un futbolista basc que jugava com a davanter. Jugador històric del Reial Madrid Club de Futbol del qual va arribar a ser un dels seus més importants jugadors en la postguerra (anys 1940).

## Trajectòria
Va començar a jugar al futbol en un modest equip madrileny anomenat Imperio Foot-ball Club mentre cursava estudis de medicina a la capital d'Espanya. Amb ells va disputar el Campionat Mancomunat Centre 1939, el primer torneig regional celebrat a Madrid després de finalitzar la Guerra Civil. En aquest torneig es va enfrontar entre altres al Reial Madrid Club de Futbol —llavors Madrid Foot-Ball Club— el qual va decidir fitxar-lo després del torneig de cara a la disputa del Campionat de Lliga d'aquella temporada. Alday va ser per tant integrant del primer Madrid de la postguerra durant cinc temporades, entre 1939 i 1944, en les quals va arribar a marcar 81 gols en 94 partits.
Va ser un dels més prolífics davanters de la història del club, i durant les seves primeres quatre temporades va ser el principal golejador de l'equip blanc. En el campionat estatal hi va marcar 66 gols, números que el van portar a ser en el seu moment el màxim golejador històric del club en Lliga i el que més hat-tricks va marcar. També va ser posseïdor d'altres curioses marques com el de jugador més efectiu (gols per minuts de joc), el de primer madridista a marcar cinc gols en un mateix partit de Lliga o el de ser l'autor del gol número 500 del club en Lliga.
No obstant això aquesta època va ser una de les més fosques de la història del club blanc i de fet Alday no va aconseguir guanyar cap títol durant la seva permanència amb els madridistes. Van destacar això sí la participació de l'equip en el torneig de Copa de 1940 en la qual Alday va ser màxim golejador amb 13 gols i en la qual l'equip va arribar a la final, perduda enfront del Real Club Esportiu Espanyol, i el Campionat de Lliga 1941-42 en la qual va marcar 23 gols (tercer màxim realitzador) que van portar al club al subcampionat, a set punts del campió València Club de Futbol. També va ser subcampió de la Copa de 1943, encara que amb prou feines va jugar en aquest torneig. En aquesta ocasió l'Athletic Club va vèncer els madridistes en la final.
Després de la temporada 1943-44, en la qual només va disputar tres partits, es va retirar el futbol. A partir de llavors es va dedicar a exercir la medicina.

## Anècdotes
- Fins a la temporada 2011-12 quan va ser superat per Cristiano Ronaldo Alday era el tercer jugador blanc amb major número de hat-tricks en Lliga, només per darrere d'Alfredo Di Stéfano i Ferenc Puskás. Els seus vuit hat-trick el continuen situant en el quart lloc d'aquesta llista —en l'esmentat campionat, no així en el global—.[3]
- Va ser l'autor del gol 500 del Reial Madrid en Lliga.[4]
- Va marcar en un partit amistós 7 gols enfront del Real Unión Club d'Irun.